# كلاوديو تشيابوتشي
كلاوديو تشيابوتشي (بالإيطالية: Claudio Chiappucci)‏ مواليد 28 فبراير 1963 في إيطاليا، هو دراج إيطالي سابق في صنف سباق الدراجات على الطريق. وقف على المنصة ثلاث مرات في طواف فرنسا.

## روابط خارجية
- كلاوديو تشيابوتشي على موقع أرشيف الدراجات (الإنجليزية)
- كلاوديو تشيابوتشي على موقع إحصائيات الدراجات الإحترافية (الإنجليزية)
- كلاوديو تشيابوتشي على موقع CycleBase (الإنجليزية)